# Kratovo (kommun)
Kratovo är en kommun (opština) i Nordmakedonien. Den ligger i den nordöstra delen av landet, 60 kilometer öster om huvudstaden Skopje. Orter i kommunen är Kratovo och Šlegovo.